# Lac des Trente et Un Milles
Lac des Trente et Un Milles är en sjö i Kanada.   Den ligger i regionen Laurentides och provinsen Québec, i den sydöstra delen av landet, 90 km norr om huvudstaden Ottawa. Lac des Trente et Un Milles ligger 163 meter över havet.
I omgivningarna runt Lac des Trente et Un Milles växer i huvudsak blandskog. Trakten runt Lac des Trente et Un Milles är nära nog obefolkad, med mindre än två invånare per kvadratkilometer.